# Michele Rosiello
Michele Rosiello (Napoli, 18 de fevereiro de 1989) é um ator italiano.

## Biografia
Nascido e criado em Nápoles com uma paixão pelo cinema, em 2014 obteve um Mestrado em Engenharia de Gestão na Universidade de Nápoles Federico II. Começou a estudar atuação em Nápoles na escola de cinema Pigrecoemme e, em 2011, foi selecionado por Elio Germano e Valerio Mastandrea para participar do curso de atuação na Scuola d'arte cinematografica Gian Maria Volonté di Roma. Formado como ator em 2013, foi escolhido por Ettore Scola para interpretar o papel de Agenore Incrocci, roteirista do histórico casal Age & Scarpelli, no último filme do diretor Que Estranho Chamar-se Federico, apresentado no 70º Festival Internacional de Cinema de Veneza.
Em 2015, interpretou o papel de Mario Cantapane na segunda temporada da série de TV Gomorra. Em 2017-2018, interpretou o comissário Alessandro Ferras, um dos protagonistas de L'isola di Pietro, uma minissérie de TV ambientada na ilha de San Pietro, transmitida no Canale 5 e produzida por Lux Vide, dirigida por Umberto Carteni na primeira temporada e por Giulio Manfredonia e Luca Brignone na segunda.
Em 2019-2020 ele esteve no elenco principal de La Compagnia del Cigno, uma série de TV criada e dirigida por Ivan Cotroneo e transmitida pelo canal Rai 1. Em 2021 participou de Mina Settembre, série de TV produzida pela Italian International Film para Rai 1 e dirigida por Tiziana Aristarco.
Seu último papel, de destaque internacional, é o de Davide Sardi, um dos protagonistas da série de comédia romântica original Netflix, Guia Astrológico para Corações Partidos, adaptação do livro original de Silvia Zucca, criada e dirigida por Bindu De Stoppani e co-dirigida por Michela Andreozzi